# The Knack
The Knack var ett Los Angeles-baserat rockband bildat 1978 av Doug Fieger (född 20 augusti 1952 i Detroit, död 14 februari 2010 i Los Angeles; sång, kompgitarr), Berton Averre (sologitarr), Bruce Gary (född 7 april 1951 i Burbank, Kalifornien, död 22 augusti 2006 i Tarzana, Kalifornien; trummor) och Prescott Niles (bas). De var mest kända för sin hit "My Sharona" som låg på albumet Get the Knack (1979). 
Doug Fieger avled 14 februari 2010 efter sex år med lungcancer.

## Diskografi (urval)
Studioalbum
- 1979 – Get the Knack
- 1979 – ...But the Little Girls Understand
- 1981 – Round Trip
- 1991 – Serious Fun
- 1998 – Zoom
- 2001 – Normal As the Next Guy
- 2003 – Re-Zoom
- 2012 – Rock & Roll Is Good for You: The Fieger/Averre Demos

Livealbum
- 1979 – The Knack Live at Carnegie Hall (laserdisc)
- 2002 – Live From the Rock 'N' Roll Funhouse (CD/DVD)
- 2007 – World Cafe Live: The Knack in Concert (DVD)
- 2012 – Havin' a Rave-Up! Live in Los Angeles, 1978 (CD)

Singlar
- 1979 – "My Sharona"
- 1979 – "Good Girls Don't"
- 1980 – "Baby Talks Dirty"
- 1980 – "Can't Put a Price on Love"
- 1981 – "Pay the Devil (Ooo, Baby, Ooo)"
- 1981 – "Boys Go Crazy"
- 1991 – "Rocket O' Love"